# Lindsay Japal
Lindsay Japal (George Town, 1º marzo 1988) è una modella britannica, incoronata Miss Isole Cayman 2011, il 24 settembre 2011. Durante il concorso la Japal ha anche vinto i titoli di Miss Best Smile e Miss Best in Gown.
Diplomata presso la John Gray High School, al momento dell'incoronazione Lindsay Japal era una studentessa presso l'University College of the Cayman Islands, lavorando contemporaneamente presso una compagnia di assicurazioni.
In qualità di rappresentante ufficiale delle Isole Cayman ha partecipato al concorso di bellezza internazionale Miss Mondo 2011, che si è tenuto a Londra, nel Regno Unito il 6 novembre. La modella tuttavia non è riuscita a classificarsi fra le finaliste del concorso, che è stato poi vinto dalla venezuelana Ivian Sarcos.
Lindsay Japal rappresenterà il proprio territorio anche alla sessantunesima edizione di Miss Universo.